# 美拉尼西亚联盟党
美拉尼西亚联盟党是巴布亚新几内亚的一个政党。 该党由约翰·莫米斯和约翰·卡普廷在1970年代后期共同创立。 
它在2002年的选举中选出了三名议员：Moi Avei爵士、Anderson Vele和Carol Kidu夫人。 Avei担任领导职务；然而，在领导法庭建议解雇Avei后，他于2007年5月被Kidu取代。在2007年的选举中，她是唯一一位返回党的议员。她在2012年的选举中退休。  Kidu被Sam Akoitai接替为2012年竞选活动的领导人；然而，该党在选举中没有赢得任何席位。党委书记尼克克拉帕特随后提出的让一名独立议员接任党的领导的提议没有被采纳。
 该党已登记参加2017年大选。